# 1995년 MTV 무비 어워드
제4회 MTV 무비 & TV 어워드는 1995년 6월 10일에 열린 시상식이다.

## 수상 및 후보

### 최고의 영화상
- 펄프 픽션 - 쿠엔틴 타란티노 수상
- 크로우 - 알렉스 프로야스
- 포레스트 검프 - 로버트 저메키스
- 스피드 - 쟝 드봉
- 뱀파이어와의 인터뷰 - 닐 조던

### 최고의 남자배우상
- 뱀파이어와의 인터뷰 - 브래드 피트 수상
- 포레스트 검프 - 톰 행크스
- 크로우 - 브랜던 리
- 스피드 - 키아누 리브스
- 펄프 픽션 - 존 트라볼타

### 최고의 여자배우상
- 스피드 - 산드라 블록 수상
- 트루 라이즈 - 제이미 리 커티스
- 넬 - 조디 포스터
- 펄프 픽션 - 우마 서먼
- 남자가 사랑할 때 - 멕 라이언

### 주목할만한 배우상
- 뱀파이어와의 인터뷰 - 커스틴 던스트 수상
- 산타클로스 - 팀 알렌
- 마스크 - 카메론 디아즈
- 네번의 결혼식과 한번의 장례식 - 휴 그랜트
- 포레스트 검프 - 미켈티 윌리엄슨

### 가장 매력적인 남우상
- 뱀파이어와의 인터뷰 - 브래드 피트 수상

### 가장 매력적인 여우상
- 스피드 - 산드라 블록 수상
- 마스크 - 카메론 디아즈
- 폭로 - 데미 무어
- 고인돌 가족 - 할리 베리
- 스페셜리스트 - 샤론 스톤

### 최고의 키스상
- 덤 앤 더머 - 로렌 홀리 & 짐 캐리 수상
- 비포 선라이즈 - 줄리 델피 & 에단 호크
- 내츄럴 본 킬러 - 줄리엣 루이스 & 우디 해럴슨
- 스피드 - 산드라 블록 & 키아누 리브스
- 트루 라이즈 - 제이미 리 커티스 & 아놀드 슈왈제네거

### 최고의 악당상
- 스피드 - 데니스 호퍼 수상
- 뱀파이어와의 인터뷰 - 톰 크루즈
- 라이온 킹 - 제레미 아이언스
- 분노의 폭발 - 토미 리 존스
- 폭로 - 데미 무어

### 최고의 코믹연기상
- 마스크 - 짐 캐리 수상
- 산타클로스 - 팀 알렌
- 트루 라이즈 - 톰 아놀드
- 덤 앤 더머 - 짐 캐리
- 백만장자 빌리 - 아담 샌들러

### 최고의 콤비상
- 스피드 - 산드라 블록 & 키아누 리브스 수상
- 덤 앤 더머 - 짐 캐리
- 뱀파이어와의 인터뷰 - 톰 크루즈
- 내츄럴 본 킬러 - 줄리엣 루이스 & 우디 해럴슨
- 펄프 픽션 - 사무엘 L. 잭슨 & 존 트라볼타

### 최고의 액션장면
- 스피드 수상
- 분노의 폭발
- 긴급 명령
- 트루 라이즈

### 최고의 댄스장면
- 펄프 픽션 - 우마 서먼 & 존 트라볼타 수상
- 트루 라이즈 - 티아 카레레 & 아놀드 슈왈제네거
- 마스크 - 짐 캐리
- 브래디 펀치 - 브래디 아이들

### 최고의 음악상
- 크로우 - Stone Temple Pilots: 'Big Empty' 수상
- 라이온 킹 - 엘튼 존: 'Can You Feel The Love'
- 펄프 픽션 - Urge Overkill: 'Girl, You'll Be A Woman Soon'
- 하버드 졸업반 - 마돈나: 'I'll Remember'
- 할렘 덩크 - 워렌 G.: 'Regulate'

### 신인 제작자상
- 후프 드림스 - 스티브 제임스 수상

### 평생공로상
- 성룡 수상